# Cercle des nageurs de Fontainebleau-Avon
Pour les articles homonymes, voir CNFA.
Le Cercle des nageurs de Fontainebleau-Avon, abrégé en CNFA, est un club de natation affilié à la Fédération française de natation formateur à la pratique de différentes nages pour jeunes et adultes.
Il propose des cours d’école de natation pour les enfants de 7 à 12 ans et des cours de perfectionnement de 12 à 18 ans.
Il propose également une pratique de la natation course en compétition pour les enfants dès 8 ans et aussi pour les adultes (Master).

## Histoire
Ce club est une association de type loi 1901, créée le 1972, un mois après l'ouverture du stade nautique de la Faisanderie, qui reste son bassin historique.
Il est reconnu d'utilité publique (agrément AS77940689 DDJS), affilié à la Fédération Française de Natation.
Le club a compté parmi ses adhérents, plusieurs internationaux dans les années 1980, notamment Franck Iacono. Ce dernier détient encore certaines des meilleures performances françaises dans la catégorie 15 ans (en 1981 record sur 400 m, 800 m et 1 500 m nage libre) en bassin jusqu'à aujourd'hui (2016).
Le CNFA utilise actuellement deux bassins à Fontainebleau, celui de la Faisanderie et celui du Centre National des Sports de la Défense.

## Palmarès

### Par équipes
Le Cercle des Nageurs de Fontainebleau-Avon a terminé Vice-Champion de France 2014 du classement national des clubs de nage en eau libre (CNCEL).
Il termine Champion de France 2015 du Classement national des clubs d'eau libre avec un record de points jamais atteint par un club dans ce classement : 208 587 pts.
Cette même année, le club remporte le Championnat de France 2015 par équipe sur 3 km chez les hommes et chez les femmes le 5 septembre à Saint-Pardoux.

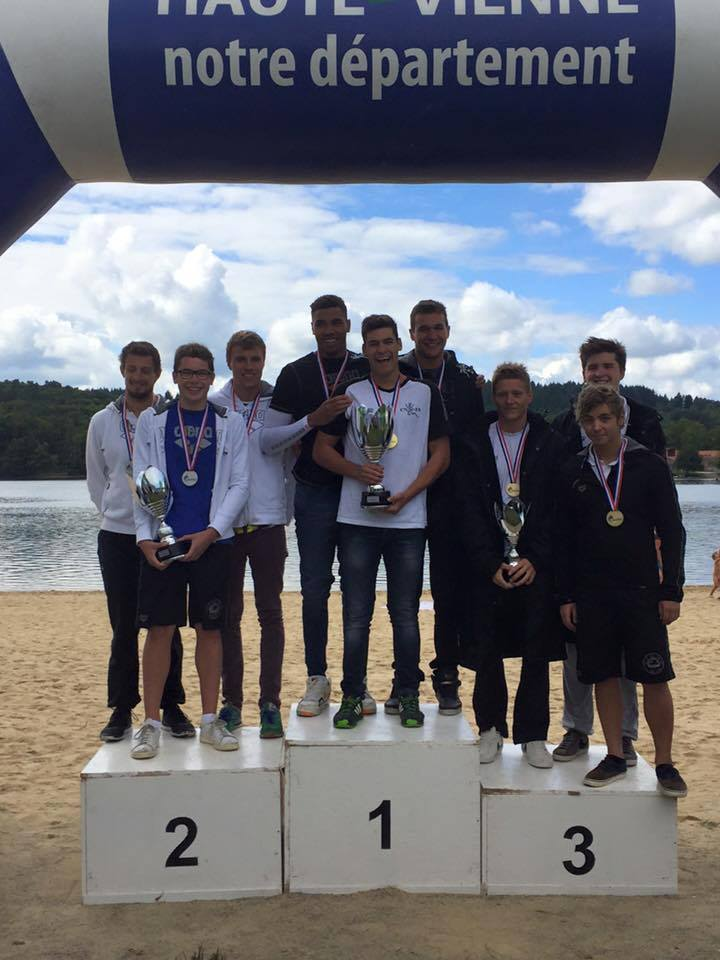
L'équipe masculine du CNFA remporte le titre de Championne de France 2015 en Eau Libre

### Individuel

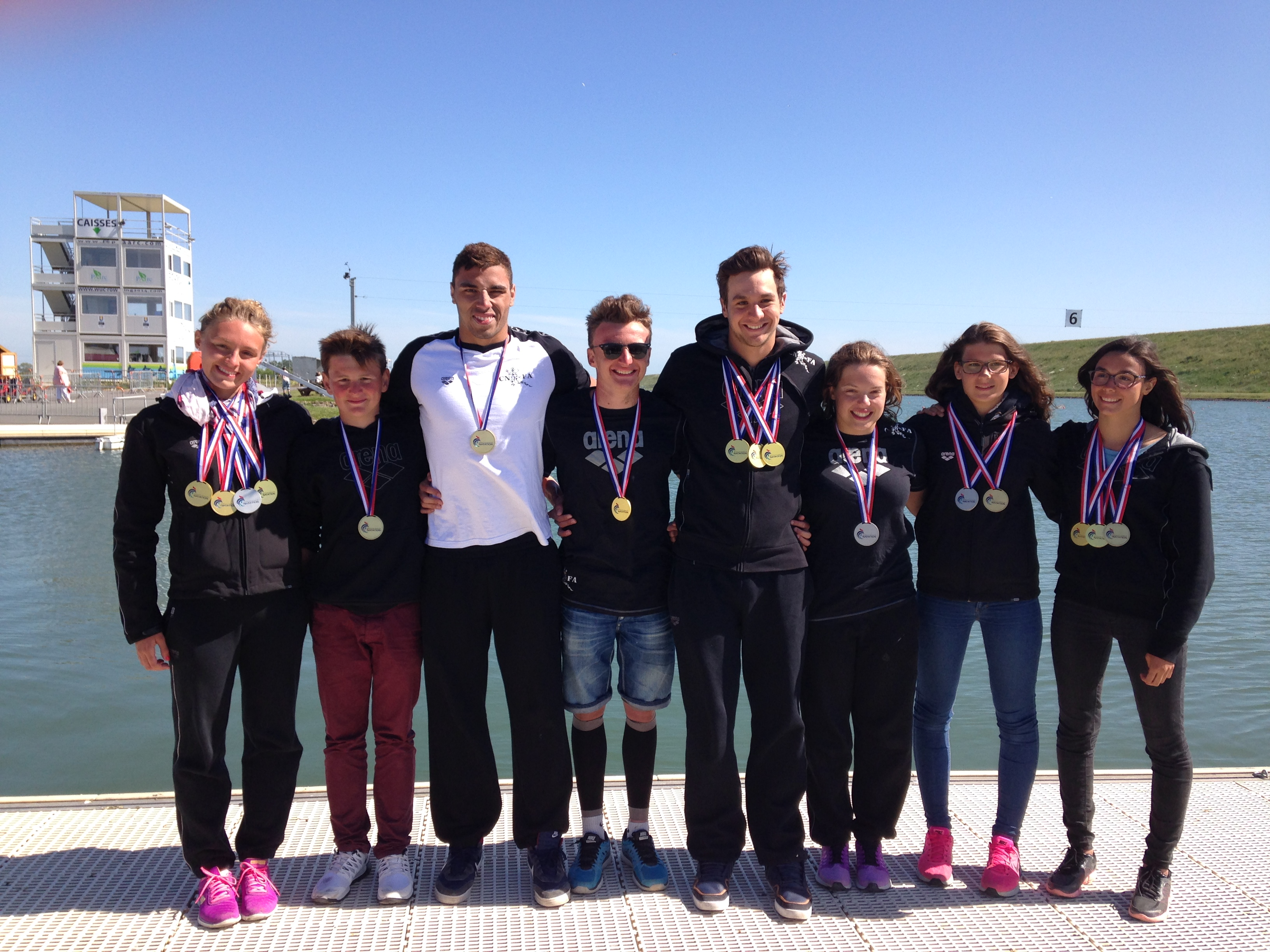
Réclote de Médaille du CNFA lors des championnats de France 2015 d'eau libre à Gravelines

Le Cercle des Nageurs de Fontainebleau-Avon a remporté, lors du Championnat de France 2015 d'eau libre à Gravelines : 9 médailles d'or, 3 médailles d'argent et 4 médailles de bronze,  dont quatre titres toutes catégories :
- Axel Reymond Champion de France 2015 sur 5 km, sur 10 km et sur 25 km (triplé historique en France)
- Charlyne Secrestat Championne de France 2015 sur 25 km et vice-championne de France sur 10 km (+ Championne de France cadette sur 25 km et 10 km)

Au Meeting National d'Automne 2015 de Compiègne, Axel Reymond bat le record de France de l'heure en parcourant 5 859,25 m.

## Personnalités

### Présidents
| Période            | Nom des présidents          |
| ------------------ | --------------------------- |
| 2020 - aujourd'hui | Catherine Olivier-Rubinelli |
| 2018 - 2019        | Denis Chuzeville            |
| 2016 -2018         | Emmanuel Leblond            |
| 2016               | Christophe Deconinck        |
| 2014 - 2015        | Agnès Merite-Drancy         |
| ... - 2013         | Joëlle Diboisseau           |

### Entraîneurs
- Thomas Biche
- Arnaud Bernard
- Floran Tulard
- Olivia Mascarin
- Jérôme Julien
- Camille Surier
- Clara Dufour

### Principaux nageurs
| Actuellement licenciés - Lucia Chupin - Alexandre Rubinelli - Elie et Elzéar de Pontac - Miguel et Manuela Sautchuk - Maxime Rubinelli - Dwayne Ravoisier - Angélique et Alicya Michaud - Lisa Bodemar-Rouquette - Hunor Nagy - Antonya De Barros - Léandre et Orane martinez - Elyan Jan-Meurville |

Anciennement licenciés au CSM Clamart Natation depuis 2016, anciens licenciés du CNFA
- Axel Reymond - Champion d'Europe 2014 sur 25 km [12]
- Maxime Maetz
- Matthieu Ben Rahou
- Charlyne Secrestat
- Jessica Secrestat
- Emilie Anne
- Morgane Garcia
- Flavio Barsanti
- Robin Dolinar
- Kenza Aouad
- Enzo Oliva
- Joris Oliva
- Pierre-Emmanuel Mercier
- Melvyn Yerpes
- Eliott Prybil
- Tristan Malteste
- Justin Gay Sementof

### Anciens Nageurs
- Franck Iacono